# Oki Denki Kōgyō
Oki Denki Kōgyō (jap. 沖電気工業株式会社, Oki Denki Kōgyō Kabushiki-gaisha, engl. Oki Electric Industry Co., Ltd.), gelistet im Nikkei 225, ist ein japanisches Elektronikunternehmen.

## Firmengeschichte
1881 gründete Kibataro Oki das erste japanische Unternehmen zur Herstellung von Telefonanlagen. Heute ist die OKI Electric Industry Co., Ltd. ein weltweit bedeutendes Unternehmen der Informations- und Kommunikationstechnologie.
Die OKI Electric Industry Company Limited zählt mit einem Gesamtumsatz von 4,50 Mrd. US-Dollar zu den 30 größten Herstellern von Halbleitern und Kommunikationslösungen weltweit. Das Unternehmen beschäftigt 20.653 Mitarbeiter (etwa 6.975 außerhalb Japans) und unterhält Fertigungsstätten in Japan, Thailand, den USA und Schottland. Die OKI Europe Ltd. (OEL) gehört organisatorisch zur OKI Data Corporation (ODC), eine 100%ige Tochter der OKI Electric, mit Sitz in Tokio. Das Produktportfolio der OKI Data Corporation wird in 120 Ländern unter dem Markennamen OKI Printing Solutions vertrieben. Im Geschäftsjahr 2006 (31.3.) verzeichnete die OKI Data Corporation einen Gesamtumsatz von rund 1,6 Mrd. US-Dollar (Umsatzanteile: EMEA 50 %, Nord-/Südamerika 24 %, Asien/Ozeanien 17 %, Sonstige 9 %). 2008 wurde der Halbleiter-Geschäftsbereich als Oki Semiconductor ausgegliedert und an Rohm veräußert.
In Deutschland vermarktet die OKI Europe (Deutschland und Österreich) als Vertriebs-, Service- und Marketingorganisation Farb- und Mono-LED-Drucker, Multifunktionsgeräte sowie Matrixdrucker und Drucklösungen. Mit seinen Matrixdruckern ist OKI Europe in Deutschland Marktführer nach Umsatz und Stückzahlen, bei den LED-/Laser-Farbseitendruckern belegt das Unternehmen im Gesamtmarkt Platz 3, im Business-Segment bei A4-Farbdruckern über 10 Seiten pro Minute und auch bei A3-Farbdruckern Rang 1.
In Deutschland, Österreich und der Schweiz werden OKI-Drucker und -Faxgeräte in erster Linie über 1.000 autorisierte OKI-Fachhändler vertrieben.
Im Juli 2021 wurde bekannt, dass sich Oki aus dem Bereich Bürodrucker und Managed Print Services (MPS) zurückziehen will, sowie das Hardwaregeschäft auf dem amerikanischen Markt komplett einstellen wird.